# Grupo Santillana

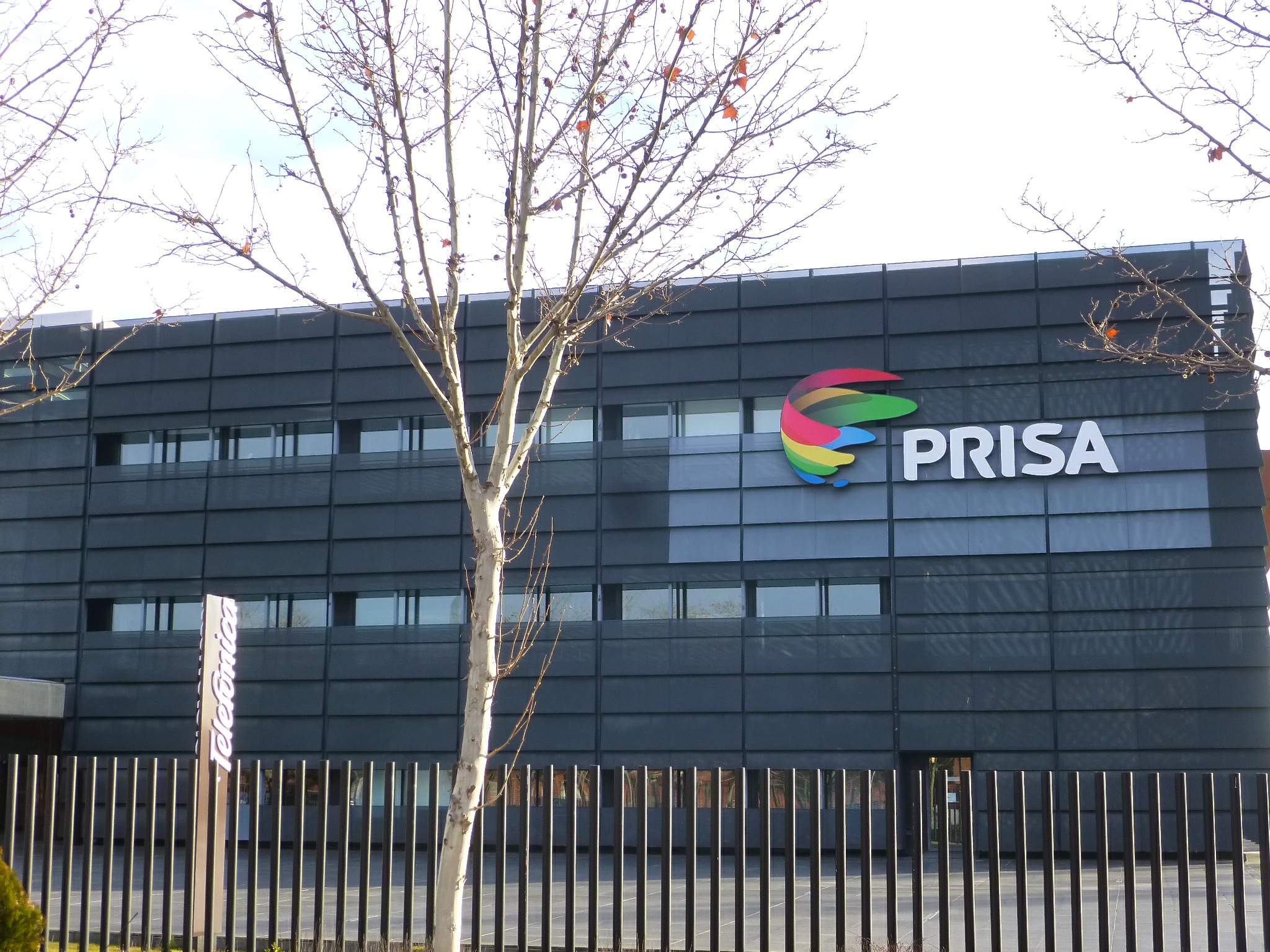
Sede central del Grupo Prisa en Tres Cantos, Madrid. Oficina central de Santillana

Santillana Educación (antes Santillana Ediciones Generales) es un conjunto de editoriales dedicadas a la edición de libros de texto y contenidos educativos con presencia en España, los 18 países de Hispanoamérica, Portugal, Reino Unido y los Estados Unidos. La editorial fue fundada en 1959 por Jesús de Polanco y Francisco Pérez González. Su nombre homenajea a la localidad de Santillana del Mar, conocida villa de Cantabria, comunidad autónoma española a la que se remontaban los orígenes de ambos. Santillana es una empresa del Grupo Prisa.

## Reestructuración
En 2008 Santillana cierra su librería Crisol la cual llegó a tener 14 sucursales en España, dos en Buenos Aires y una en Lima. Se vende en 2010 el 25% de las acciones de Santillana a DLJ South American Partners, hoy Victoria Capital Partners, fondo de capital privado. En 2014 la editorial vende la totalidad de las acciones de su filial Ediciones Generales, la cual contaba con diversos sellos editoriales como Alfaguara, Taurus o Aguilar, a la multinacional Penguin Random House. De esta forma Santillana se centra en el sector educativo abandonando la edición de ficción y literatura excepto en su segmento infantil y juvenil.

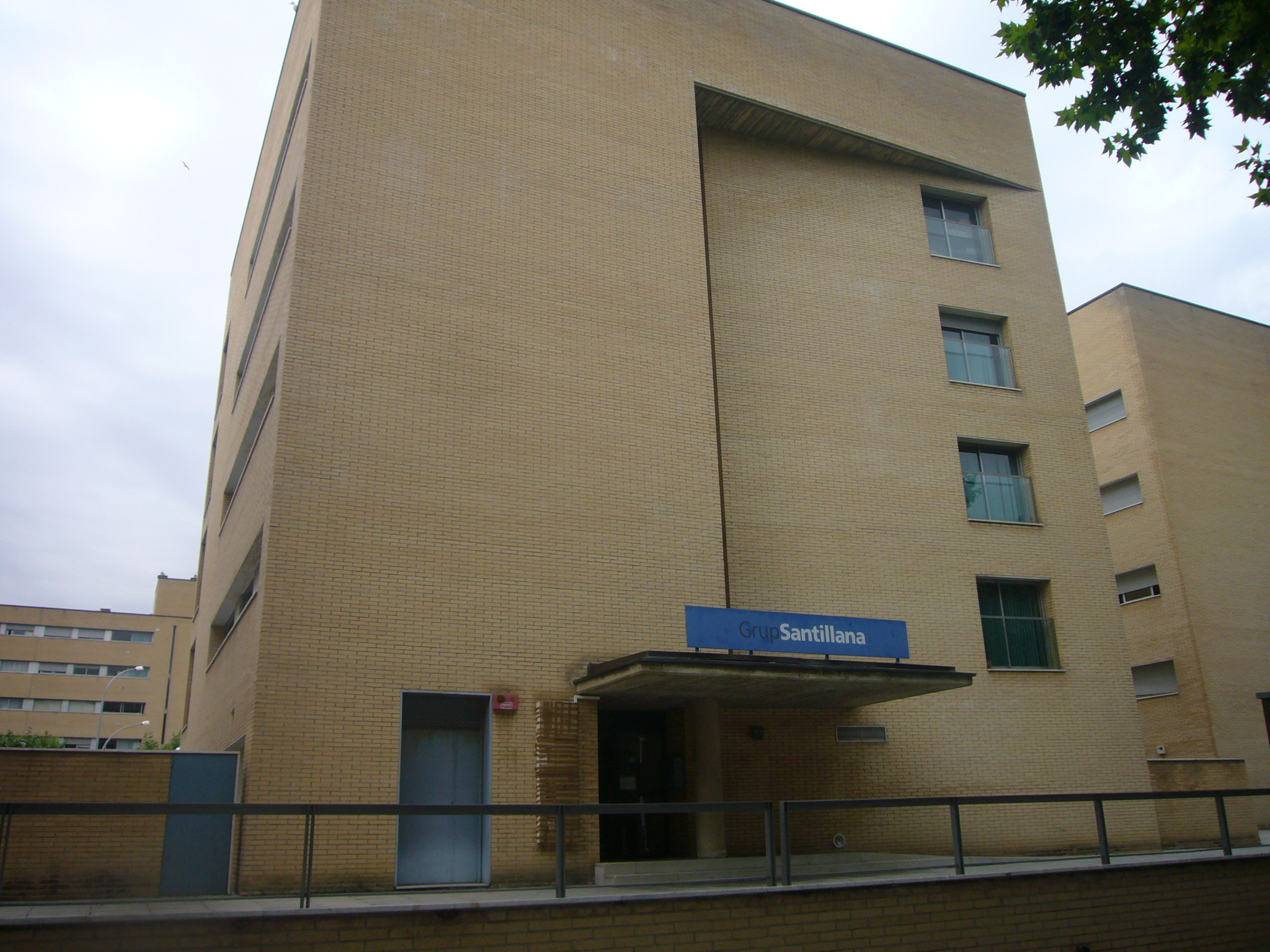
Edificio del Grupo Santillana en Barcelona

## Sanción de competencia
En 2019 recibió una sanción de la Comisión Nacional de los Mercados y la Competencia (CNMC) en España por pactar precios y políticas de comercialización de libros de texto.